# Janez Weilhammer
Janez Weilhammer, tudi Hans Weilhamrner, Jan Weilhammer, Janez Weilhamer ali Weylhamer, ljubljanski župan v 16. stoletju.
Weilhammer je bil trgovec z različnim blagom v Ljubljani in poslovni partner Vida Khissla, ki je bil ljubljanski župan do leta 1536, ko ga je nasledil. Weilhammer je zaradi dobre finančne situiranosti prejel plemiški naziv. Ljubljanski župan je bil med letoma 1536 in 1544. Mesto je nato prevzel Volk Gebhardt.